# Roger De Neef
Roger De Neef, né le 1er avril 1905 à Lokeren et mort le 25 octobre 2001 dans la même ville est un coureur cycliste belge, spécialiste de la piste, course de six jours ou américaine.
Roger De Neef était l'un des coureurs de six jours les plus populaires et les plus titrés des années 1930. Il a participé à un total de 35 courses de six jours, dont il en a remporté cinq. Son partenaire type était le Liégeois Adolphe Charlier. Avec lui, il a participé à 23 courses de six jours, au cours desquelles ils sont montés 14 fois sur le podium.

## Biographie
À 18 ans, il participe à sa première course cycliste à Belsele. Il passe professionnel en 1928.
En mai 1940, De Neef est à Buenos Aires pour une course de six jours lorsque la Belgique, est occupé par la Wehrmacht. Enrôlé au Canada, au sein de l'armée en exil, il part ensuite en Écosse. En aout 1944, il participe à la bataille des Ardennes, opération Noah, en tant que parachutiste du 5e régiment de SAS et reçoit la Croix de guerre avec palmes. Il est démobilisé en mai 1945. Lorsqu'il revient auprès de sa famille après la guerre, il ne les a pas vus depuis cinq ans.
En 1946, il arrête la compétition et ouvre une école de pistards.
Au cours des années suivantes, De Neef s'implique dans la politique locale, membre du CVP, devenant membre du conseil municipal et échevin de sa ville natale de Lokeren. De Neef organise aussi des courses cyclistes, critériums post-Tour et d'autres événements cyclistes majeurs à Durmestad-Lokeren.

## Hommage
En 1995, il est honoré par sa ville comme sportif de l'année à Lokeren pour sa contribution au sport. Le Grote Prijs Stad Lokeren Ereprijs Roger De Neef a lieu chaque année à Lokeren.

## Palmarès
- 1929
  - Six Jours de Cologne avec Alfons Goossens[6],[7]
  - 2e des Six Jours de Bruxelles avec Albert Desmedt
- 1930
  - Prix Hourlier-Comès avec Adolphe Charlier[8]
  - Prix du Salon avec Adolphe Charlier[9],[10]
  - 2e des Six Jours de New York avec Adolphe Charlier
  - 3e des Six Jours de Chicago avec Adolphe Charlier
- 1931
  - Six Jours de Bruxelles avec Adolphe Charlier[11],[12].
  - Prix Goullet-Fogler avec Adolphe Charlier[13],[14]
  - 2e du Prix du Salon avec Adolphe Charlier
  - 3e des Six Jours de Stuttgart avec Adolphe Charlier
- 1932
  - Américaine de 2 heures à Bruxelles avec Piet van Kempen[15]
  - Américaine de 3 heures au Vél' d'Hiv avec Adolphe Charlier[16]
  - Américaine à Breslau avec Adolphe Charlier[17]
  - 2e des Six Jours de Bruxelles avec Adolphe Charlier[18]
  - 2e des Six Jours de Paris avec Adolphe Charlier
  - 3e des Six Jours de Berlin avec Adolphe Charlier
  - 3e des Six Jours de Dortmund avec Adolphe Charlier
- 1933
  - Six Jours de Berlin avec Albert Buysse[19]
  - Prix du Salon avec Albert Buysse[20]
  - Américaine de 100 km avec Albert Buysse[21]
  - 2e des Six Jours de Bruxelles avec Adolphe Charlier
  - 2e des Six Jours de Marseille avec Adolphe Charlier
- 1934
  - 2e des Six Jours d'Anvers avec  Albert Buysse
  - 3e des Six Jours de Paris avec Albert Buysse
  - 3e des Six Jours d'Amsterdam avec Adolphe Charlier
  - 3e du  Prix Goullet-Fogler avec Adolphe Charlier
- 1935
  - Six Jours de Bruxelles avec Adolphe Charlier[22],[23]
  - Grand Prix du Nouvel An, américaine de 2 heures au Vél' d'Hiv avec Adolphe Charlier[24],[25]
  - Américaine de 100 km à Stuttgart avec Adolphe Charlier[26]
  - 3e des Six Jours de Paris avec Adolphe Charlier
- 1936
  - 2e des Six Jours de Rotterdam avec Frans Slaats
  - 2e des Six Jours de Copenhague avec Adolphe Charlier
  - 2e des Six Jours de Bruxelles avec Adolphe Charlier
  - 3e des Six Jours d'Amsterdam avec Albert Billiet
- 1937
  - 2e des Six Jours de Bruxelles avec Adolf Schön
- 1940
  - 2e des Six Jours d'Anvers avec Achiel Bruneel
  - 3e des Six Jours de Buenos Aires avec Constant Huys